# 上海音乐厅

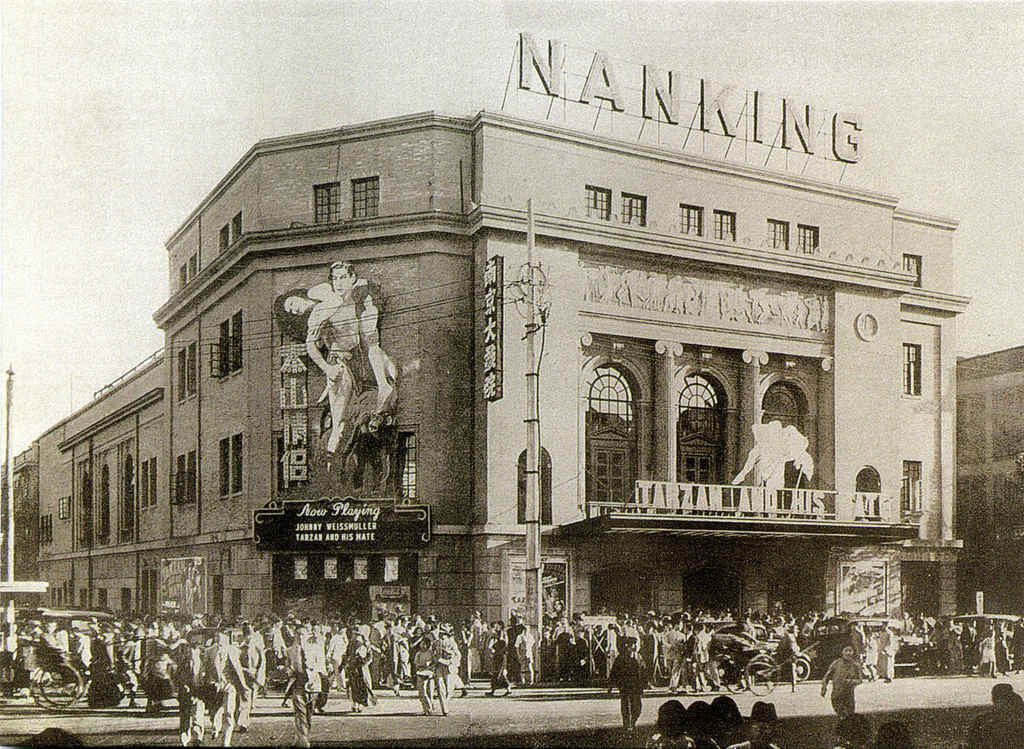
1934年的南京大戏院，上演人猿泰山电影《泰山情侣》

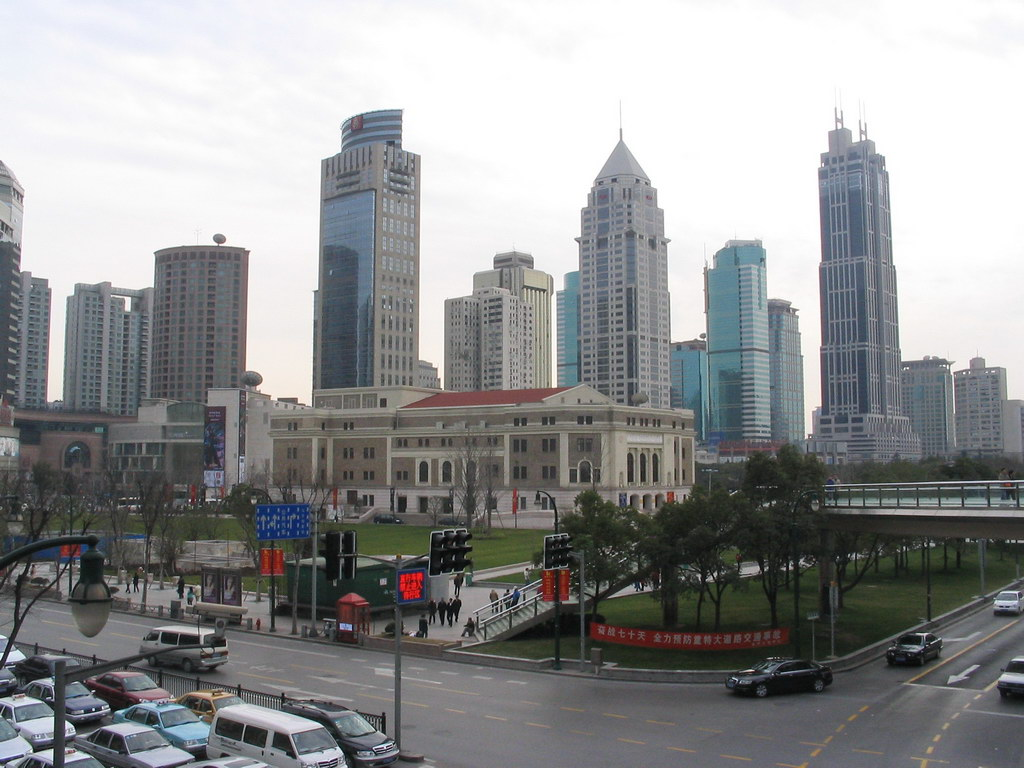
上海音乐厅远景

上海音乐厅，原名南京大戏院，位于上海市黄浦区延安东路西藏南路。1989年，入选上海市文物保护单位。

## 历史
建于1930年，原名南京大戏院，1949年改名为北京电影院，1959年再更名为上海音乐厅至今。
上海音乐厅共有观众席1122座，其中楼下640座，楼上482 座。镜框舞台深8.35米、宽16米，舞台可使用面积约100平方米。舞台上方有可调控反响板，备有斯坦威D -274三角钢琴一架、美国鲍德温SD-10 三角钢琴一架、60路调光台、24路雅马哈调音音响一套、台口话筒插口16只，冷暖气齐备。
上海音乐厅由华人建築師范文照、 赵深设计，建筑风格属于上海地区少有的欧洲传统风格。休息大厅十六根合抱的赭色大理石圆柱气度不凡，观众厅的构图简介规范，复杂又不显零乱，富有层次变化，色彩庄重淡雅，与其演绎的古典音乐有着惊人的统一。自然音响之佳，得到建筑学专家及众多的中外艺术家认同。
小提琴家斯特恩、阿卡多、祖克曼；钢琴家拉箩查、傅聪、殷承忠，费城交响乐团的室内乐团、香港管弦乐团、中国交响乐团等都曾来此表演。

### 整体平移及以后
上海音乐厅在1930年建成时坐落在原延安中路龍門路口，但隨著延安路高架道路東段建成，西向東的西藏路匝道處成了車輛聚集地，前往上海音樂廳的觀眾不能在門口停車，必須繞道步行進入音樂廳。此外，高架道路往來的車輛震動也對老建築極為不利，行車噪音也影響了音樂廳的正常演出效果。
2002年，上海市政府決定出資6000萬元，對上海音樂廳進行保護性遷移和功能完善性修繕。音樂廳当年9月1日歇業，並於12月16日開始開工。
2003年4月15日上午10时，上海音乐厅平移工程开始，工程耗资5000万人民幣，先在原地顶升1.7米，接着在6月17日，整体向東南方向移動了66.46公尺，轉向180度，再在新址往上顶升1.68米。2005年1月1日，平移工程完成。
2017年8月28日，上海音乐厅获得上汽通用汽车凯迪拉克品牌为期3年的冠名，成为凯迪拉克·上海音乐厅。
2019年3月起，上海音乐厅开启历时300多天的整体閉門修缮工程，期間不對外開放。2020年9月6日，上海音乐厅在经一年多修缮后重新开业。
2022年2月22日，凯迪拉克品牌继续冠名上海音乐厅。

## 交通
- 轨道交通
  - 8号线、14号线大世界站徒步4分钟
- 公交
  - 18路
  - 48路
  - 71路
  - 127路
  - 64路

## 附近
- 上海博物馆
- 上海电信大厦